# Tqibulireservoaren
Tqibulireservoaren (georgiska: ტყიბულის წყალსაცავი, Tqibulis tsqalsatsavi) är en reservoar i Georgien. Den ligger vid floden Tqibula (ტყიბულა) i Tqibulidistriktet i regionen Imeretien.
Tqibulireservoaren ligger 522 meter över havet. Arean är 10,3 kvadratkilometer. Den sträcker sig 4,7 kilometer i nord-sydlig riktning, och 5,3 kilometer i öst-västlig riktning. Omgivningarna runt Tqibulireservoaren är en mosaik av jordbruksmark och naturlig växtlighet.